# Piotr Gavrílov
Piotr Mijáilovich Gavrílov (en ruso; Пётр Миха́йлович Гаври́лов, Alvidino, 30 de junio de 1900 - Krasnodar, 26 de enero de 1979) fue un militar soviético con rango de mayor, conocido por su participación en la defensa de la Fortaleza de Brest en 1941, durante la Segunda Guerra Mundial.

## Primeros años
Gavrílov nació el 30 de junio de 1900 en el pueblo de Alvidino, en la Gobernación de Kazán (Imperio ruso), en una familia campesina de etnia tártara kriashen.Su padre murió antes de que naciera. Realizó sus estudios en el Instituto Tártaro Central de Kazán.A los 15 años se mudó a Kazán y comenzó a trabajar como obrero. Durante la Revolución de Octubre y la Guerra Civil luchó del lado de los bolcheviques, y en la primavera de 1918 se enlistó en el Ejército Rojo, combatiendo contra Aleksandr Kolchak en el Extremo Oriente y contra Antón Denikin en el Cáucaso Norte. Tras el fin de la guerra civil permaneció en el ejército. En 1922, se unió al Partido Comunista. En septiembre de 1925 se graduó de la Escuela de Infantería de Vladikavkaz. Se casó y adoptó a un niño huérfano en el Cáucaso. En 1939, se graduó de la Academia Militar Frunze, obteniendo el rango de mayor, fue nombrado comandante del 44.° Regimiento de Infantería, perteneciente a la 4.ª División de Infantería. Combatió en la Guerra de Invierno que tuvo lugar entre 1939 y 1940, y al final del conflicto su regimiento fue trasladado a Letonia en marzo de 1940 y luego a Bielorrusia Occidental en mayo de 1941, estando estacionado en la ciudad de Brest.

## Batalla de Brest
Durante el ataque alemán a la ciudad de Brest el 22 de junio de 1941 en el contexto de la Operación Barbarroja, participó en la defensa de la fortaleza de la ciudad, dirigiendo el 1.° Batallón de su regimiento, así como pequeñas unidades dispersas de los 125.° y 333.° divisiones de fusileros, unidades bajo las cuales organizó la defensa en la zonas norte de la fortaleza. Posteriormente, dirigió la defensa de la puerta de la sección oriental, lugar al que se concentraban los defensores de la fortificación de Kobrin desde el 24 de junio.Gavrílov poseía un total de 400 hombres, dos cañones antiaéreos, varios cañones de 45 mm y una ametralladora antiaérea M4. Ese mismo día los alemanes tomaron el control de la Puerta Norte. En la tarde del 29 de junio, después de un intenso bombardeo en la sección oriental, Gavrílov y lo que quedaba de su grupo (un total de 12 personas y 4 ametralladoras) comenzaron a refugiarse en casamatas. Exactamente un mes después del inicio de la batalla, el 23 de julio, Gavrílov, herido y solo, fue capturado por los alemanes. Según el doctor Varanóvich, quien lo atendió en el hospital:
“... el mayor capturado vestía uniforme completo, pero toda su ropa se había convertido en harapos, su rostro estaba cubierto de hollín y pólvora, y le había crecido la barba. Estaba herido, inconsciente y parecía extremadamente agotado. Era, en el sentido literal de la palabra, un esqueleto cubierto de piel. El grado de agotamiento se podía juzgar por el hecho de que el prisionero ni siquiera podía hacer un movimiento para tragar: no tenía fuerzas suficientes para ello y los médicos tuvieron que utilizar nutrición artificial para salvarle la vida. Pero los soldados alemanes que lo hicieron prisionero y lo llevaron al campo dijeron a los médicos que este hombre, en cuyo cuerpo apenas había un atisbo de vida, hace apenas una hora, cuando lo atraparon en una de las casamatas de la fortaleza, por sí solo luchó, arrojó granadas, disparó una pistola y mató e hirió a varios nazis”.
Estuvo recluido en los campos de prisioneros de Hammelburg y Ravensbrück hasta mayo de 1945. 

## Posguerra

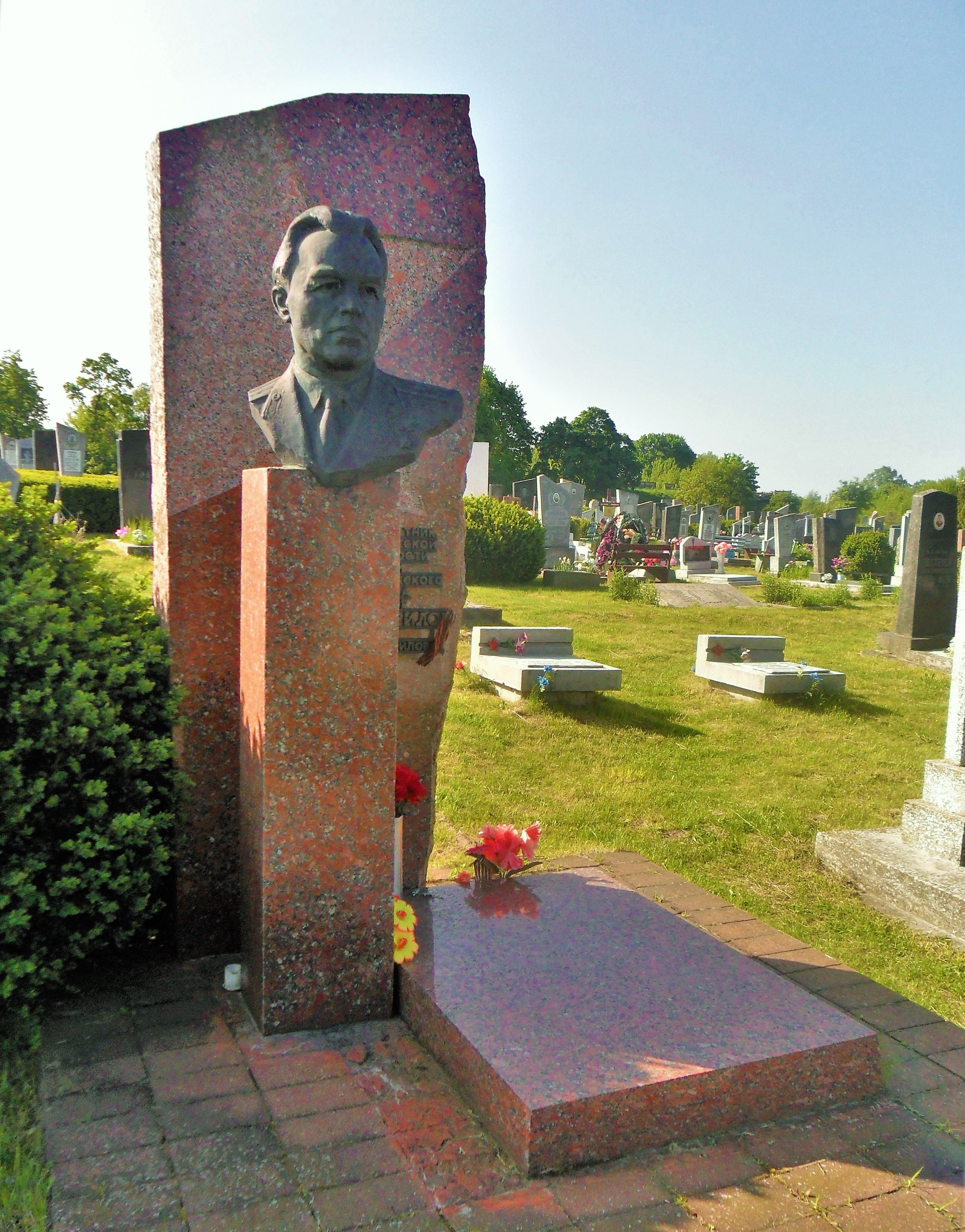
Monuento dedicado a Gavrílov en Brest.

Después de su liberación del cautiverio alemán, fue enviado a Siberia donde se le realizó una inspección que se completó en junio de 1946, y en la que se confirmó que no conspiró de ninguna forma con los alemanes ni se rindió voluntariamente. Fue expulsado del Partido Comunista Soviético, debido a que perdió su carnet. Sin embargo, le fue restituido su antiguo rango militar. Después regresó a Tartaristán, donde tuvo dificultades para conseguir trabajo, aunque luego consiguió un puesto en una fábrica de cerámica y luego en una fábrica de instrumentos. Posteriormente se fue a Krasnodar, donde se reencontró con su esposa y su hijo, a quienes no había visto desde el inicio de la guerra.
En 1955, el escritor Serguéi Smirnov realizó una investigación para la revaluación de los defensores de Brest (con la finalidad de publicar un libro), con el cual se demostraron definitivamente los acontecimientos heroicos de la ciudad en 1941, gracias al cual Gavrílov pudo ser readmitido en el partido, y fue nominado para varias condecoraciones. En 1956 los defensores de la fortaleza sobrevivientes se reunieron en Brest, y Gavrílov se enteró, por medio de un residente local, que su hijo se había unido a los partisanos durante la guerra.
Por decreto del Presídium del Sóviet Supremo de la Unión Soviética, el 30 de enero de 1957, por un desempeño militar ejemplar y valentía durante la defensa de la fortaleza de Brest en 1941, se le otorgaron las condecoraciones de Héroe de la Unión Soviética, la Orden de Lenin y la medalla de la Estrella de Oro.Posteriormente Gavrílov viajó varias veces a lo largo de toda la Unión Soviética, realizando trabajo social. Muchas delegaciones, cineastas y periodistas comenzaron a visitarlo y a entrevistarlo, e incluso recibió un departamento de tres habitaciones. Gavrílov murió el 26 de enero de 1979, y recibió un funeral con honores militares en el cementerio de Brest. La calle donde se encontraba su casa en Krasnodar fue renombrada posteriormente en 1980 como "calle Gavrílov".

## Legado
Varias calles en Kazán, Brest, Krasnodar y Pestratsi llevan su nombre, así como una granja colectiva en Alvedina (su pueblo natal) y un pico de la cordillera Tian Shan. Además, recibió el título de "ciudadano honorario" de la ciudad de Brest. Tras la publicación de libros sobre la batalla de Brest en 1957 y 1959, Serguéi Smirnov recibió el Premio Lenin de literatura, y además las memorias de Gavrílov fueron publicadas en Krasnodar en 1975 y 1980, respectivamente. Además, su papel en la defensa de Brest fue retratado cinematográficamente en las películas "Bitva za Moskvu" de 1985, y "Brestskaya krepost" de 2010.